# Université préfectorale de Saitama
L'université préfectorale de Saitama (埼玉県立大学, Saitama kenritsu daigaku) est une université publique située à Sengendai dans la ville de Koshigaya, préfecture de Saitama au Japon. L'école est fondée en 1999.

## Source
- (en) Cet article est partiellement ou en totalité issu de l’article de Wikipédia en anglais intitulé « Saitama Prefectural University » (voir la liste des auteurs).